# Anetan
Anetan je okrug u otočnoj državi Nauru na sjeveru otoka. Graniči s okruzima Ewa na zapadu i Anabar na istoku.
Prema Paulu Hambruchu, naziv Anetan znači "mangrova", prema čemu se može zaključiti da je tu nekad bila šuma mangrova. Mangrovi su, kao i većina raslinja, nestali s obale zbog vađenja fosfata.

### Povijesna sela
Do 1968., je današnji okrug Anetan pio područje na kojem su se nalazili 12 povijesnih sela.
| Povijesna sela Anetana |
| ---------------------- |
| Anebweyan              |
| Anuuroya               |
| Atedi                  |
| Eatebibido             |
| Eatedeta               |
| Eateduna               |
| Ibwerin                |
| Mediteru               |
| Mererawua              |
| Mwea                   |
| Ngengan                |
| Ronawi                 |